# The Printer's Devil (film)
The Printer's Devil è un film muto del 1923 diretto da William Beaudine e interpretato da Wesley Barry, Harry Myers, Kathryn McGuire, Louis King. Il soggetto e la sceneggiatura si devono a Julien Josephson.

## Trama
L'apprendista tipografo Brick Hubbard convince Sidney Fletcher a investire in The Gazette, un giornale locale. Un articolo di Sidney suscita l'irritazione di Ira Gates, un potente banchiere cittadino che è anche il padre di Vivian, la ragazza di cui Sidney è innamorato. Le cose si complicano ancora di più quando la banca di Gates viene derubata e della rapina viene sospettato proprio Sidney. Sarà l'apprendista tipografo a mettere le cose a posto, trovando i veri ladri. Scagionato da ogni accusa, Sidney sposerà l'amata Vivian.

## Produzione
Il film fu prodotto dalla Warner Bros.

## Distribuzione
Il copyright del film, richiesto dalla Warner Brothers Pictures, fu registrato il 21 agosto 1923 con il numero LP19323. Lo stesso giorno, distribuito dalla Warner Bros., il film uscì nelle sale statunitensi. In Finlandia, uscì il 6 luglio 1924; in Danimarca, con il titolo Bankrøvernes Overmand, il 13 settembre 1924.
Non si conoscono copie ancora esistenti della pellicola che viene considerata presumibilmente perduta.